# Michelle Phillips
 Michelle Phillips, de soltera Gilliam, (Long Beach, California, 4 de juny de 1944) és una cantant i actriu estatunidenca, coneguda principalment per formar part del grup musical estatunidenc de la dècada de 1960 The Mamas and The Papas, del qual és l'únic membre encara viu.

## Inicis
Va néixer a Long Beach (Califòrnia). Era la segona filla de Gardner "Gil" Gilliam, un mariner mercant que participà en la Segona Guerra Mundial, i de Joyce Gilliam. La mare va morir quan Michelle tenia 5 anys. El pare, com a veterà de guerra, va ser becat dins el programa GI Bill per estudiar a la universitat de Ciutat de Mèxic. Hi va viure uns quants anys, sol amb les seves filles. Tornaren a Los Angeles i Gardner, sense parella estable que fes de mare a les filles, els va deixar molta llibertat.
Als 17 anys Michelle aspirava a ser model, però va conèixer John Phillips, líder del trio folk The Journeymen, que era casat i tenia dos fills. Es va afegir al grup i va marxar amb ells a Nova York. El 1962 John es divorcià i es casà amb ella. The Journeymen es van dissoldre i John, Michelle i Marshall Brickman van formar The New Journeymen, en la mateixa línia musical.
En l'ambient folk de Greenwich Village van conèixer d'una banda Cass Elliot i d'una altra Denny Doherty, amb qui acabarien formant The mamas and the Papas. Cass i Denny tenien els seus grups respectius, però el 1964 fan formar The Mugwumps, una banda que explorava un tipus de folk electrificat. La falta d'èxit els va dissoldre, just quan Brickman va deixar The New Journeymen, així que Denny Doherty el va substituir.

## The Mamas and the Papas
El 1965 els New Journeymen es traslladaren a Los Angeles, on van coincidir amb Cass. Denny, que hi tenia una profunda amistat, i Michelle van aconseguir superar les reticències de John a incorporar-la al grup, i també a deixar el folk. Així van néixer els Mamas and Papas, amb un so harmònic però contundent, potenciat per la gran veu de Cass i l'habilitat per a i la composició i l'harmonització vocal de John. Esdevindrien un dels exponents més notoris de l'era hippie, el flower power i la generació de l'amor. Gràcies als contactes de Cass van aconseguir una audició amb Lou Adler i van signar un contracte amb Dunhill Records per gravar dos àlbums a l'any durant 5 anys.
Entre 1965 a 1968, van publicar 11 Top 40 hit singles i quatre àlbums. El primer LP, If You Can Believe Your Eyes and Ears (1966) és considerat el millor i conté les seves dues cançons més cèlebres, California Dreamin' i Monday, Monday. Seguirien els àlbums The Mamas & The Papas i  Deliver.
Però el grup només va durar dos anys, a causa de les relacions personals. Compartien casa, feina, festes i droga. A més Michelle i Denny van establir una relació amorosa, que John va acceptar (era l'època de l'amor lliure), no sense tensions. Tanmateix, el juny de 1966 Michelle va tenir un afer amb Gene Clarke dels Byrds. John va trencar amb ella i el grup la va expulsar i reemplaçar per Jill Gibson. Finalment, però, van haver-la de readmetre per la pressió del públic. John i Michelle es van reconciliar i van deixar de viure tots quatre junts.
El 1967 tots menys Denny, que es va distanciar perquè no portava bé la reconciliació de John i Michelle, van organitzar junt amb Lou Adler, el seu productor, el Festival International de Música Pop de Monterey, que seria el primer dels grans macroconcerts característics de l'època i que esdevindria mític. Però la seva actuació a la cloenda del festival evidencià ja la manca d'entesa entre ells.
Un altre aspecte que llastà les seves relacions va ser la forta personalitat de John, que xocava amb la de Cass. A la tardor de 1967, en ocasió d'uns concerts a Londres, una enganxada amb John, que la va ridiculitzar davant Mick Jagger, va decidir Cass a deixar el grup. El 1968, ja separats, van publicar el quart àlbum, "The Mamas & The Papas", que ja estava gravat. El mateix any Cass va iniciar la seva carrera en solitari. Malgrat la separació, tanmateix, tots quatre van conservar l'amistat, com posen de manifest les seves autobiografies i declaracions, així com les col·laboracions en els anys posteriors.
John i Michelle van tenir una filla, Chynna, el 1968. Dos anys després es van divorciar.
Dunhill Records els va amenaçar amb una demanda milionària per no haver complert els 5 anys de contracte, i els va forçar a reunir-se de nou per gravar el seu darrer LP "People Like Us" (1971), que no va estar a l'altura dels anteriors, ni artísticament ni comercialment
La possibilitat d'una nova reunió va quedar tràgicament estroncada amb la mort de Cass per un atac de cor, el 29 de juliol de 1974.

## El temps posteriors
Després de la dissolució de The Mamas and the Papas, Michelle només va gravar un àlbum, Victim of Romance (1977), que va passar desapercebut. En canvi va fer carrera com a actriu, amb papers d'actiu secundària en nombrosos films com The Last Movie (Dennis Hopper, 1971), Dillinger (John Milius, 1973), Valentino (Ken Russell, 1977), Bloodline (Terence Young, 1979), The Man with Bogart's Face (Robert Day, 1980), American Anthem (1986), Let It Ride (1989), Joshua Tree (Vic Armstrong, 1993). També ha aparegut en sèries de televisió com Hotel, Knots Landing, Beverly Hills, 90210 o Fantasy Island.
El 1981, igual que havia fet John, va publicar les seves memòries, California Dreamin', que van acabar donant lloc també a un documental per a televisió: California Dreamin': The Songs of the Mamas and the Papas.
Ha estat casada cinc vegades i té tres fills:
- El músic John Phillips, de 1962 a 1970, amb qui va tenir una filla, la cantant Chynna Phillips[16]
- L'actor i director Dennis Hopper, amb qui es va casar el 31 d'octubre de 1970 i es van divorciar al cap de 8 dies[16]
- Robert Burch, el 1978 i divorciada el 1980[16]
- L'actor Grainger Hines, de qui es divorcià, amb dos fills: l'actor Austin Hines i Aron Wilson[16]
- El cirurgià plàstic Steven Zax, amb qui està casada des de 2000[16]

## Filmografia
- The Last Movie (1971)
- Dillinger (1973)
- Valentino (1977)
- Bloodline (1979)
- The Man with Bogart's Face (1980)
- Savage Harvest (1981)
- Fantasy Island (sèrie de televisió, 1979-1984)
- American Anthem (1986)
- Hotel (sèrie de televisió, 1983-1986)
- Let It Ride (1989)
- Keep on Running (1991)
- Scissors (1991)
- Fugida mortal (Joshua Tree) (1993)
- Knots Landing (sèrie de televisió, 1987-1993)
- Malibu Shores (sèrie de televisió, 1996)
- Beverly Hills, 90210 (sèrie de televisió, 1997-1998)
- Lost in the Pershing Point Hotel (2000)
- The Price of Air (2000)
- Harry and Max (2004)
- Kids in America (2005)
- Unbeatable Harold (2006)
- Svik (2009)